# Ononis crinita
Ononis crinita är en ärtväxtart som beskrevs av Auguste Nicolas Pomel. Ononis crinita ingår i släktet puktörnen, och familjen ärtväxter. Inga underarter finns listade i Catalogue of Life.